# Fructuoso (nombre)
Fructuoso es un nombre propio masculino de origen latino en su variante en español. Proviene de Fructuosus («fructuoso, que da fruto»), de fructus, «fruto».

## Santoral
21 de enero: San Fructuoso, obispo de Tarragona.

## Variantes
- Femenino: Fructuosa.

| Variantes en otras lenguas | Variantes en otras lenguas |
| -------------------------- | -------------------------- |
| Español                    | Fructuoso                  |
| Alemán                     | Fructuosus                 |
| Catalán                    | Fructuós, Fruitós          |
| Checo                      | Fruktuos                   |
| Euskera                    | Purtos                     |
| Francés                    | Fructueux                  |
| Gallego                    | Froitoso                   |
| Holandés                   | Fructuosus                 |
| Inglés                     | Fructuosus                 |
| Italiano                   | Fruttuoso                  |
| Latín                      | Fructuosus                 |
| Polaco                     | Fruktuozus                 |
| Portugués                  | Frutuoso                   |
| Ruso                       | Фруктуоз (Fruktuoz)        |
| Sardo                      | Fruttuòsu                  |